# Ilkka Pitkänen
Pour les articles homonymes, voir Pitkänen.
Ilkka Pitkänen, né le 14 octobre 1949 à Helsinki en Finlande, est un écrivain finlandais, auteur de roman policier et de littérature d'enfance et de jeunesse.

## Biographie
En 1967, il remporte le concours de poésie organisé par la revue littéraire Parnasso.  En 1977, il publie son premier roman, Pasi ja Lennu. 
Son seul roman traduit en français, Le Rameur (Soutaja), paraît en 1987. Avec ce titre, il est lauréat du prix Kalevi Jäntti en 1988. Selon le Dictionnaire des littératures policières, ce « roman très émouvant révèle avec subtilité la dureté d'une société qui n'offre aucune alternative à ceux qui, dans la mesure où ils n'en acceptent pas les contraintes et vivent dans ses marges, sont totalement impuissants à maîtriser leur destin ».
Il est également l'auteur d’œuvres pour la jeunesse et d'ouvrages photographiques consacrés à la nature illustrés par les photos de son père, Matti A. Pitkänen (fi).

## Œuvre

### Romans
- Pasi ja Lennu (1977)
- Kenraali kulkee keskellä (1978)
- Syysmuutto (1982)
- Soutaja, (1987) Publié en français sous le titre Le Rameur, Arles, Actes Sud coll. « Lettres scandinaves » (1995)  (ISBN 2-7427-0534-1)
- Oravanpesä (1991)

### Littérature d'enfance et de jeunesse
- Eläinten talo, (1987)
- Eläinten joulu, (1988)

### Recueil de nouvelles
- Varamies, (1986)

### Autres ouvrages
- Suurkuha, (1972)
- Merikalastajat (1978)
- Tavallisia ihmisiä (1979)
- Tunski : erään koiran elämä, (1979)
- Hetkiä merellä, (1981)
- Poropoika, (1982)
- Veeran kukkaseppele, (1984)
- Alamylly, (1993)

## Prix et distinctions
- Prix Kalevi Jäntti 1988 pour Le Rameur (Soutaja)

## Sources
: document utilisé comme source pour la rédaction de cet article.
- Claude Mesplède (dir.), Dictionnaire des littératures policières, vol. 2 : J - Z, Nantes, Joseph K, coll. « Temps noir », 2007, 1086 p. (ISBN 978-2-910-68645-1, OCLC 315873361), p. 546.